# Liste der Bibliotheken der Schweiz
Die Liste der Bibliotheken der Schweiz führt eine Auswahl wissenschaftlicher, öffentlicher und anderer Bibliotheken der Schweiz auf. Die Nationalbibliographie der Schweiz ist Das Schweizer Buch. Bibliothekskatalog ist Swissbib und Swiss Library Service Platform der Bibliotheksverbund. Der ehemalige Bibliotheksverbund war Nebis.

## Organisationen
Bedeutende Organisationen der schweizerischen Bibliotheken sind die Bibliothek Information Schweiz und Bibliothek Information Ostschweiz, weiterhin die Schweizerische Arbeitsgemeinschaft der allgemeinen öffentlichen Bibliotheken und die Bibliomedia Schweiz. Zudem gibt es den Verein Kooperative Speicherbibliothek Schweiz.

## Bibliotheken nach Städten
Aarau
- Stadtbibliothek Aarau
- Kantonsbibliothek

Basel
- Bibliothek für Gestaltung Basel
- GGG Stadtbibliothek Basel
- Universitätsbibliothek Basel

Bern
- Schweizerische Nationalbibliothek
- Bibliothek am Guisanplatz (ehemals Eidgenössische Militärbibliothek)
- Kornhausbibliotheken Bern
- Universitätsbibliothek Bern
  - Bibliothek Münstergasse
  - Schweizerische Osteuropa-Bibliothek
- Burgerbibliothek Bern
- Parlamentsbibliothek, früher Eidgenössische Parlaments- und Zentralbibliothek
- Historische Bibliothek der Schweizerischen Pharmazie

Brugg
- Stadtbibliothek Brugg

Büron
- Kooperative Speicherbibliothek Schweiz

Chur
- Kantonsbibliothek Graubünden

Dornach
- Blindenleihbibliothek am Goetheanum

Dübendorf
- Lib4RI

Einsiedeln
- Stiftsbibliothek Einsiedeln
- Bibliothek der Stiftung Werner Oechslin

Frauenfeld
- Kantonsbibliothek Thurgau

Freiburg
- Interfakultäre Bibliothek für Geschichte und Theologie (Freiburg im Üechtland)
- Kantons- und Universitätsbibliothek Freiburg
- Stadtbibliothek Freiburg
- LivrÉchange (interkulturelle Bibliothek Freiburg)

Genf
- Bibliotheca Bodmeriana (in Cologny)
- Bibliothek des Internationalen Komitees vom Roten Kreuz (IKRK)
- Bibliothek von Genf

Glarus
- Glarner Landesbibliothek

Gossau SG
- Stadtbibliothek Gossau

Köniz
- Könizer Bibliotheken

Lausanne
- Kantons- und Universitätsbibliothek Lausanne

Liestal
- Kantonsbibliothek Baselland

Lugano
- Kantonsbibliothek Lugano

Luzern
- Zentral- und Hochschulbibliothek Luzern
- Stadtbibliothek Luzern
- Kapuzinerbibliothek Wesemlin

Magglingen
- Sportmediathek Magglingen

Sarnen
- Kantonsbibliothek Obwalden

Schaffhausen
- Stadtbibliothek Schaffhausen

Schlatt
- Eisenbibliothek

Schwyz
- Kantonsbibliothek Schwyz

Solothurn
- Zentralbibliothek Solothurn

St. Gallen
- Freihandbibliothek (St. Gallen)
- Kantonsbibliothek St. Gallen
- Literaturhaus & Bibliothek Wyborada
- Stiftsbibliothek St. Gallen
- Universitätsbibliothek St. Gallen

Stans
- Kantonsbibliothek Nidwalden

Uri
- Kantonsbibliothek Uri

Wil
- Stadtbibliothek Wil

Winterthur
- Winterthurer Bibliotheken
- ZHAW Hochschulbibliothek
- Fotobibliohek des Fotomuseum Winterthur und der Fotostiftung Schweiz
- Bibliothek des Konservatorium Winterthur

Zürich
- Forschungsbibliothek Pestalozzianum
- Bibliothek der Pädagogischen Hochschule Zürich
- Pestalozzi-Bibliothek Zürich
- ETH-Bibliothek Zürich
- Hauptbibliothek Universität Zürich
- Zentralbibliothek Zürich
- Zentralbibliothek des Schweizer Alpen-Clubs
- Bibliothek der Rechtswissenschaftlichen Fakultät der Universität Zürich
- SBS Schweizerische Bibliothek für Blinde, Seh- und Lesebehinderte
- Bibliothek des Schweizerischen Instituts für Kunstwissenschaft
- Medizinbibliothek Careum
- Schweizerisches Sozialarchiv

Zug
- Bibliothek Zug
- doku-zug.ch (bis 2020)

## Schweizerische Nationalbibliothek
Einige Dienstleistungen
- Das Schweizer Buch
- Bibliographie der Schweizergeschichte
- Graphische Sammlung der Schweizerischen Nationalbibliothek
- Schweizerisches Literaturarchiv
- Liste der Nachlässe in der Schweizerischen Nationalbibliothek
- Schweizerische Nationalphonothek
- SwissInfoDesk
- Helvetica (Bibliothekswesen)
- Repertorium der handschriftlichen Nachlässe in den Bibliotheken und Archiven der Schweiz

## Fachbibliotheken
- Bern: Historische Bibliothek der Schweizerischen Pharmazie
- Bern: Parlamentsbibliothek (Schweiz)
- Bern: Schweizerische Osteuropa-Bibliothek
- Lugano: Schweizerische Nationalphonothek
- Magglingen: Sportmediathek Magglingen
- Schaffhausen: Eisenbibliothek
- Zürich: Bibliothek des Rechtswissenschaftlichen Instituts der Universität Zürich

## Sakrale Bibliotheken
- Interfakultäre Bibliothek für Geschichte und Theologie (Freiburg im Üechtland)

Stiftsbibliotheken
- Stiftsbibliothek Einsiedeln
- Stiftsbibliothek St. Gallen

## Digitale und virtuelle Bibliotheken etc.
- Elektronische Bibliothek Schweiz
- Digitale Bibliothek Ostschweiz
- Webarchiv Schweiz
- E-manuscripta.ch
- E-rara
- e-codices

## Ehemalige Bibliotheken
- Eawag-Empa-Bibliothek

## Öffentliche Bücherschränke
- Liste öffentlicher Bücherschränke in der Schweiz